# 万泽股份
广东万泽实业股份有限公司 （深交所：000534）是中国深圳证券交易所的一家上市公司，主营业务范围为房地产开发与经营业、医药、高温合金。
2011年，该公司主营业务收入为199209139.22元，公司净利润为12184495.30元，公司总资产为1332030036.41元。